# Реемтсма, Ян Филипп
Ян Филипп Реемтсма (нем. Jan Philipp Fürchtegott Reemtsma, 26 ноября 1952, Бонн) – немецкий филолог, преподаватель, эссеист и публицист, мультимиллионер, меценат и общественный  деятель.

## Биография
По происхождению - фриз, отсюда нидерландская фамилия. Сын крупного предпринимателя и мецената, в свою очередь наследника большого дела (табачный концерн) и огромного состояния, единственный выживший потомок из пяти детей – два его старших брата погибли на фронтах Второй мировой войны. При нацизме семейство финансировало гитлеровский режим, получало от него награды и поддержку.
В 7 лет Ян Филипп потерял отца. Изучал философию и германистику в Гамбурге. В 26 лет продал свою часть наследства, в дальнейшем используя полученный капитал на благотворительность. Выступает как последовательный антифашист. Учредитель и директор фонда Арно Шмидта (1983), Гамбургского института социальных исследований (1984), Гамбургского фонда поощрения наук и искусств (1984), тщанием этого последнего были изданы труды Жана Амери, Вальтера Беньямина, Теодора Адорно и др.  Преподаватель немецкой литературы Нового времени в Гамбургском университете (1996-2007). С 1999 – профессор университета Дуйсбурга-Эссена, с 2008 – профессор Майнцского университета, с февраля 2009 – профессор Йенского университета.
Автор книг и статей по истории немецкой литературы XVIII-XX вв., работ о современной культуре и общественной жизни.

## Похищение
25 марта 1996 был похищен в Гамбурге по дороге в библиотеку, больше месяца провел в подвале  дома под Бременом прикованным к стене, выкуплен родственниками за гигантскую сумму (похитителей позднее обнаружили и судили, деньги не были найдены). Позднее написал книгу об этом опыте, заставившем его пересмотреть своё отношение к жизни и смерти, книга (1997) пользуется мировым успехом и признанием, переведена на английский, французский, испанский, португальский, нидерландский, китайский языки.

## Избранные труды
- Das Buch vom Ich. Christoph Martin Wielands „Aristipp und einige seiner Zeitgenossen“. Haffmans, Zürich 1993 (переизд. 2000)
- Mehr als ein Champion. Über den Stil des Boxers Muhammad Ali. Klett-Cotta, Stuttgart 1995 (несколько переизд.)
- Der Vorgang des Ertaubens nach dem Urknall. 10 Reden und Aufsätze. Haffmans, Zürich 1995
- Im Keller. Hamburger Edition HIS, Hamburg 1997, ISBN 3-930908-29-8
- Mord am Strand. Allianzen von Zivilisation und Barbarei. Aufsätze und Reden. Hamburger Edition HIS, Hamburg 1998, ISBN 3-930908-34-4
- Der Liebe Maskentanz. Aufsätze zum Werk Christoph Martin Wielands. Haffmans, Zürich 1999
- Stimmen aus dem vorigen Jahrhundert. Hörbilder. Klett-Cotta, Stuttgart 2000, ISBN 3-608-93230-5
- „Wie hätte ich mich verhalten?“ und andere nicht nur deutsche Fragen. Reden und Aufsätze. Beck, München 2001, ISBN 3-406-47398-9
- Verbrechensopfer. Gesetz und Gerechtigkeit. Beck, München 2002, ISBN 3-406-49565-6 (в соавторстве)
- Die Gewalt spricht nicht. Drei Reden, Reclam (UB 18192), Stuttgart 2002, ISBN 3-15-018192-5
- Warum Hagen Jung-Ortlieb erschlug. Unzeitgemäßes über Krieg und Tod. Beck, München 2003, ISBN 3-406-49427-7
- Das unaufhebbare Nichtbescheidwissen der Mehrheit. Sechs Reden über Literatur und Kunst. Beck, München 2005, ISBN 3-406-53724-3
- Folter im Rechtsstaat? Hamburger Edition HIS, Hamburg 2005, ISBN 3-936096-55-4
- Rudi Dutschke, Andreas Baader und die RAF. Hamburger Edition HIS, Hamburg 2005, ISBN 3-936096-54-6 (в соавторстве)
- Über Arno Schmidt. Vermessungen eines poetischen Terrains. Suhrkamp, Frankfurt am Main 2006, ISBN 978-3-518-41762-1
- Lessing in Hamburg. 1766 - 1770. München: Beck, 2007
- Gebt der Erinnerung Namen. Zwei Reden. Beck, München 2007, ISBN 978-3-406-42108-2 (в соавторстве с Саулом Фридлендером)
- Vertrauen und Gewalt. Versuch über eine besondere Konstellation der Moderne. Hamburger Edition HIS, Hamburg 2008, ISBN 978-3-936096-89-7 (переизд. 2009)

## Издания на русском языке
- В подвале: искусство репортажа. М.: Логос, 2010

## Признание
Лауреат многочисленных премий и наград, среди которых – премия Лессинга (1997, Гамбург), медаль Лейбница (2002, Берлин), медаль Фердинанда Тённиса (2008, Киль), премия Шиллера (2010, Маннгейм) и др. Германской Академии немецкого языка и литературы (2003). Почётный доктор университетов Констанца, Магдебурга и др.